# Töböréte
Töböréte (szlovákul Töböréte) Hegyéte településrésze, egykor önálló falu Szlovákiában, a Nagyszombati kerületben, a Dunaszerdahelyi járásban.

## Fekvése
Dunaszerdahelytől 5 km-re keletre található.

## Története
1260-ban Theberethe néven említik először. 1496-ban Hozzywethe, Thebe Rethe, 1773-ban Töbör Ethne néven említik a korabeli források. 1828-ban Hegyétével és Beneétével együtt 29 házában 209 lakos élt, akik főként mezőgazdasággal foglalkoztak.
Fényes Elek szerint: „Ete, (Bene, Hegy, Tőbör), Pozson m. három egymás mellett lévő magy. falu, Szerdahelyhez 3 fertálynyi távolságra 130 kath., 52 ref., 8 zsidó lak. F. u. többen.”
Pozsony vármegye monográfiája szerint: „Töböréte, magyar kisközség az Alsó-Csallóközben, 34 házzal és 166, nagyobbrészben róm. kath. vallású lakossal. Azt hisszük, hogy e község neve alatt más, hajdan szereplő község neve rejlik, mert a lakosok közt elterjedt hagyomány szerint hajdan pallosjoga is volt, a mi bizonyára egyik régi birtokosára vonatkozik. Régi nemesi birtokosait nem ismerjük és ma sincs ilyen. Temploma sincs a községnek, melynek postája, távírója és vasúti állomása Dunaszerdahely.”
Az 1681-es birtoklevél óta a töbörétei Krascsenics család (Éteyek) birtokában volt.
A trianoni békediktátumig Pozsony vármegye Dunaszerdahelyi járásához tartozott. 1938-ban Magyarországszághoz csatolták vissza, 1940-ben egyesítették Hegyétével. 1945-ben visszakerült Csehszlovákiához, majd az önálló Szlovákia része lett.

## Népessége
1910-ben 165, túlnyomórészt magyar lakosa volt.
2001-ben Hegyétének 932 lakosából 815 magyar és 99 szlovák volt.